# Christiane Nüsslein-Volhard
Christiane Nüsslein-Volhard (Maagdenburg, 20 oktober 1942) is een Duits bioloog en Nobelprijswinnaar. In 1995 won ze samen met Edward B. Lewis en Eric Wieschaus de Nobelprijs voor de Fysiologie of Geneeskunde voor de ontdekking van de genen die betrokken zijn bij de vroege embryonale ontwikkeling van de fruitvlieg, de homeobox-genen. Tevens won ze in 1991 de Albert Lasker Award for Basic Medical Research.

## Biografie
Christiane Nüsslein-Volhard werd geboren als de tweede van vijf kinderen van Rolf Volhard, een architect, en Brigitte Hass. In 1964 ging ze biochemie studeren aan aan de Eberhard-Karls-Universiteit Tübingen. Deze studie rondde ze in 1968 af en promoveerde er in 1973 in de moleculaire biologie. Ze was verbonden aan de universiteiten van Bazel en Freiburg en het European Molecular Biology Laboratory in Heidelberg, voordat ze in 1981 werd benoemd tot hoogleraar genetica aan het Max Planck Instituut te Tübingen.
Sinds 1985 is Christiane Nüsslein-Volhard directeur van het Max Planck Institute for Developmental Biology in Tübingen. Tevens leidt ze hier het genetica-departement. In 1986 kreeg ze de Gottfried Wilhelm Leibniz Prijs van de Deutsche Forschungsgemeinschaft.

## Werk
Samen met Wieschaus introduceerde ze "Big Science" in de biologie door een succesvol mutageneseproject uit te voeren op grote schaal. Hierbij werd de embryonale ontwikkeling van de fruitvlieg Drosophila melanogaster onderzocht. Rond de tijd dat ze dit onderzoek deed, waren de meeste experimenten uit de moleculaire biologie nog kleinschalig. De genen die verantwoordelijk waren bij de embryonale ontwikkeling, werden vastgesteld door willekeurige mutaties te veroorzaken in de genen van de fruitvliegen. Het resultaat was een uitgebreide catalogus van mutaties die tot fysiologische tekorten leiden. Dit onderzoek leidde tot belangrijke ontdekkingen over evolutie. Het homeobox-gen bleek hierbij een essentiële rol te spelen in de vroege embryonale ontwikkeling van fruitvliegen; later werd aangetoond dat dit gen bij alle diersoorten voorkomt.
Aan Nüsslein-Volhard wordt ook de ontdekking van het toll-gen toegeschreven, welke heeft geleid tot de identificatie van toll-like receptoren en die een belangrijke rol spelen in ons afweersysteem.
Sinds 2001 is ze lid van de Nationaler Ethikrat voor de ethische assessment van nieuwe life sciences en hun invloed op de gemeenschap. In 2004 richtte ze de naar haar vernoemde Christiane Nüsslein-Volhardstichting op, die onder andere kinderopvang en huishoudelijke hulp aanbiedt aan getalenteerde jonge vrouwen met kinderen, zodat ze toch hun wetenschappelijke carrière kunnen uitbouwen.
In juni 2005 kreeg ze van de Oxford-universiteit een eredoctoraat.